# 米哈伊洛夫区

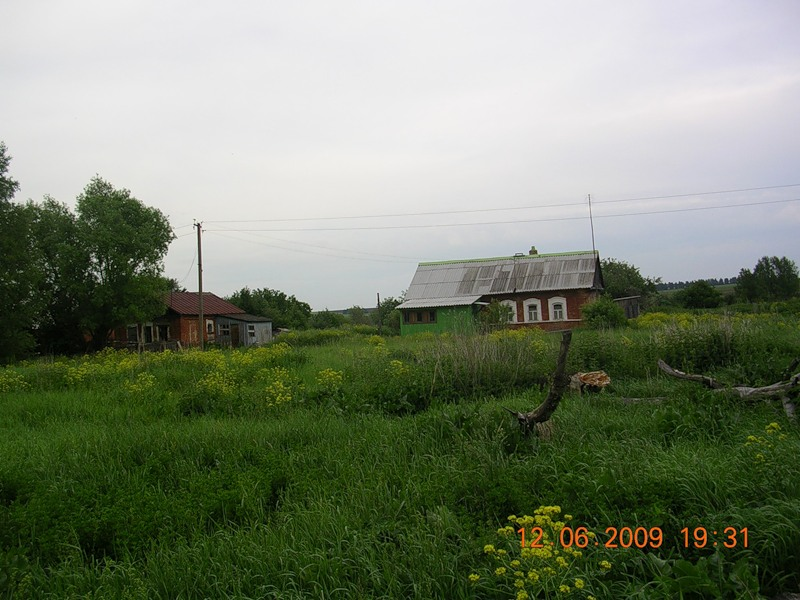

54°14′N 39°02′E / 54.233°N 39.033°E
米哈伊洛夫区（俄语：Михайловский район），是俄羅斯的一個區，位於該國西部，由梁贊州負責管轄，面積1,841平方公里，2010年該區人口35,223，人口密度每平方公里19.13人。